# Карл I де Бурбон
Карл (Шарль) I (фр. Charles I de Bourbon; 1401 — 4 декабря 1456, замок Мулен) — герцог де Бурбон с 1434, граф де Клермон-ан-Бовези с 1424, герцог Оверни, граф де Форе, де Л’Иль-Журден, сеньор де Божоле, де Домб и де Комбай, старший сын герцога Жана I и Марии Беррийской, один из французских военачальников во время Столетней войны.

## Биография

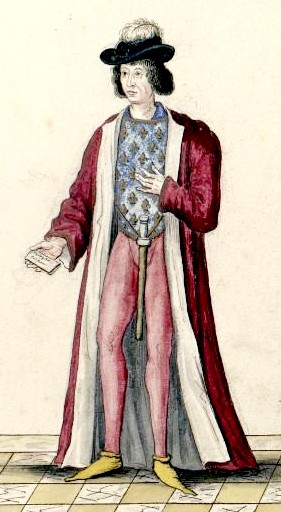
Карл I де Бурбон

После того, как отец Карла попал в плен в битве при Азенкуре в 1415 году, герцогство оказалось под управлением регентского совета. В возрасте 15 лет Карл возглавил совет. В 1424 году он стал графом де Клермон-ан-Бовези.
После того, как Арманьяки в 1418 году лишились власти, власть во Франции оказалась в руках герцога Бургундии Жана Бесстрашного. Карл также был вынужден подчиниться ему, а в 1425 году женился на его дочери Аньес.
Как и отец, Карл оказался способным военачальником. В 1420 году он был назначен генерал-лейтенантом Лангедока и Гиени, где успешно воевал против графа де Фуа. В рамках этой кампании Карл участвовал во взятии Эг-Морта, Безье, Соммьера. В 1424 году он лейтенант-генерал Оверни, Форе, Божоле и Лионне.
В 1429 году Карл командовал армией, сформированной в Блуа для снятия осады с Орлеана. Однако он потерпел поражение и получил ранение в битве сельдей 12 февраля 1429 года, когда попытался захватить продовольственный обоз англичан, которыми командовал сэр Джон Фастолф. В том же году он был одним из командиров в Луарской компании, участвовал в битвах при Жаржо (12 июня), Менге (15 июня), Божанси (16 июня), Пате (18 июня). В сентябре он участвовал в неудачной осаде Парижа, позже — в осадах Сен-Пьер-ле-Моте (4 ноября) и Шарите-сюр-Луар (24 ноября — 25 декабря 1429 года).
Во время коронации 17 июля 1429 года Карла VII граф Клермонский был одним из шести светских феодалов, присутствовавших на ней. Во время церемонии он заменял герцога Нормандии. В том же году Карл VII назначил его губернатором Иль-де-Франса, Шампани и Бри.
В январе 1430 года Карл был разбит английской армией под командованием сэра Томаса Кириела в битве при Клермон-ан-Бовези.
Будучи противником королевского министра Жоржа де Ла Тремуя, Карл в 1432 году участвовал в заговоре против него.
5 января 1434 года умер в английском плену отец Карла, Жан I, в июле того же года умерла его мать. В итоге Карл окончательно унаследовал герцогства Бурбон и Овернь. В том же году король назначил Карла великим камерарием Франции.
В 1439—1440 годах Карл вместе с герцогом Жаном II Алансонским и дофином Людовиком, используя нарастающее недовольство молодых дворян реформами короля, возглавил восстание, известное как Прагерия. Однако восстание было подавлено, а Карл потерял своё положение при дворе и некоторые замки и удалился в свои владения.
Умер Карл в своём замке Мулен от подагры в 1456 году.

## Брак и дети
Жена: с 17 сентября 1425 года Аньес (1407—1476), дочь Жана Бесстрашного, герцога Бургундии. Дети:
- Жан II Добрый (1426—1488), герцог де Бурбон с 1456.
- Филипп (ок. 1428 — после 1445), сеньор де Божё.
- Мария (ок.1428—1448); муж: с 1444 Жан II Анжуйский (1424—1470), герцог Калабрийский и Лотарингский.
- Изабелла (1437—1465); муж: с 1454 Карл Смелый (1433—1477), герцог Бургундии.
- Карл II (1434—1488), архиепископ Лиона с 1444, кардинал с 1476, епископ Клермона с 1476, герцог де Бурбон с 1488.
- Луи (1436—1482), князь-епископ Льежа с 1456, основатель линии Бурбон-Бюссе, существующей и поныне.
- Пьер II (1438—1503), сеньор де Божё, герцог де Бурбон с 1488.
- Екатерина (ок. 1440—1469); муж: с 1463 Адольф (1438—1477), герцог Гелдерна.
- Жанна (ум. 1493); муж: с 12 октября 1467 Жан IV де Шалон (ум. 1502), принц Оранский.
- Жак (ок. 1444—1468), рыцарь ордена Золотого руна.
- Маргарита (ум. 1483); муж: с 1472 Филипп II Безземельный (1438—1497), герцог Савойский.

Также Карл имел несколько незаконнорождённых детей от нескольких любовниц:
- Луи де Бурбон-Руссильон (ум. 1487), узаконен в 1463, граф де Руссильон с 1465, адмирал Франции с 1466 года.
- Рено (ум. 1483), епископ Лаона с 1468, архиепископ Нарбонны с 1472 года.
- Пьер (ум. до 1492), сеньор дю Буа.
- Жанна; муж: Жан, сеньор де Фо.
- Сидона, дама де Тисон; муж: с 1461 Рене, сеньор де Бюс.
- Шарлотта (ум. до 1489); муж: с 1488 Одило де Серне.
- Екатерина (ум. после 1491), узаконена в 1452, аббатиса в Сен-Клер-д’Егепэ.